# Municipio de Union (condado de Polk, Misuri)
El municipio de Union (en inglés: Union Township) es un municipio ubicado en el condado de Polk en el estado estadounidense de Misuri. En el año 2010 tenía una población de 576 habitantes y una densidad poblacional de 7,2 personas por km².

## Geografía
El municipio de Union se encuentra ubicado en las coordenadas 37°32′51″N 93°33′39″O / 37.54750, -93.56083. Según la Oficina del Censo de los Estados Unidos, el municipio tiene una superficie total de 79.97 km², de la cual 71,93 km² corresponden a tierra firme y (10,05 %) 8,04 km² es agua.

## Demografía
Según el censo de 2010, había 576 personas residiendo en el municipio de Union. La densidad de población era de 7,2 hab./km². De los 576 habitantes, el municipio de Union estaba compuesto por el 97,05 % blancos, el 0,17 % eran afroamericanos, el 0,35 % eran amerindios, el 0,87 % eran de otras razas y el 1,56 % eran de una mezcla de razas. Del total de la población el 1,56 % eran hispanos o latinos de cualquier raza.